# Cómplices (álbum de Cómplices)
Cómplices es el octavo álbum de estudio del dúo musical español homónimo, que salió a la venta en 2000.
El tema extra Nada es para siempre (extraída de su álbum Cousas de meigas) sirvió de título y tema central de la serie de televisión del mismo título, Nada es para siempre, emitida en España por primera vez en 1999.
Los sencillos fueron Lo que me mata y La Luna no pinta nada.
El álbum se grabó en el estudio The Postation en la India, mientras que el final de la producción se llevó a cabo en España.

## Canciones
1. Olvidos		– Música: Teo Cardalda, letra: Rafa Valls
2. Lo que me mata	– Música: Teo Cardalda, letra: Juan Mary Montes
3. Si te fueras		– Música: Teo Cardalda, letra: Juan Mary Montes
4. Viento del Este	– Música: Teo Cardalda, letra: Juan Mary Montes
5. La Luna no pinta nada	– Música: Teo Cardalda, letra: Luis Gómez-Escolar
6. No ha pasado nada	– Música: Teo Cardalda, letra: Rafa Valls
7. Yo tuve la culpa	– Música: Teo Cardalda, letra: Luis Gómez-Escolar
8. Tendrás que perdonarme – Música: Teo Cardalda, letra: Juan Mary Montes
9. Virgen de Guadalupe	– Música: Teo Cardalda-María Monsonís, letra: José Gallero
10. Pido una Noche	– Música: Teo Cardalda-María Monsonís, letra: Juan Mary Montes
11. Ladrones		– Música: Teo Cardalda, letra: Rafa Valls
12. Nada es para siempre 	– Música: Teo Cardalda, letra: Juan Mari Montes (tema extra extraído de su álbum Cousas de meigas).